# Cooling (Kent)
Cooling est une paroisse civile et un village du Kent, en Angleterre.